# Oleg Chen
Oleg Borísovich Chen –en ruso, Олег Борисович Чен– (Almá-Atá, URSS, 22 de noviembre de 1988) es un deportista ruso que compite en halterofilia.
Ganó tres medallas de plata en el Campeonato Mundial de Halterofilia entre los años 2011 y 2015, y tres medallas en el Campeonato Europeo de Halterofilia entre los años 2013 y 2017.

## Palmarés internacional
| Campeonato Mundial | Campeonato Mundial       | Campeonato Mundial | Campeonato Mundial |
| Año                | Lugar                    | Medalla            | Categoría          |
| ------------------ | ------------------------ | ------------------ | ------------------ |
| 2011               | París (Francia)          | Medalla de plata   | 69 kg              |
| 2013               | Breslavia (Polonia)      | Medalla de plata   | 69 kg              |
| 2015               | Houston (Estados Unidos) | Medalla de plata   | 69 kg              |
| Campeonato Europeo |                          |                    |                    |
| Año                | Lugar                    | Medalla            | Categoría          |
| 2013               | Tirana (Albania)         | Medalla de oro     | 69 kg              |
| 2014               | Tel Aviv (Israel)        | Medalla de oro     | 69 kg              |
| 2017               | Split (Croacia)          | Medalla de plata   | 69 kg              |